# Cedric Mayer
Cedric Mayer (* 12. Mai 2005 in Heidelberg) ist ein deutscher Handballspieler. Der Rechtsaußen spielt seit der Saison 2025/26 für den HC Oppenweiler/Backnang in der 2. Bundesliga.

## Karriere
Der Linkshänder Cedric Mayer begann seine Handballkarriere im Alter von vier Jahren bei den Minis des PSV Knights Heidelberg. Nach neun Jahren wechselte er 2018 zur C-Jugend in das Nachwuchsleistungszentrum der Rhein-Neckar Löwen. Mit den C-Jugend-Teams (U14, U15) der Junglöwen gewann er die Landesliga, den Baden-Württemberg-Pokal und zweimal die Badenliga. Nach den Unterbrechungen durch die COVID-19-Pandemie gewann er in der Saison 2021/22 mit der B-Jugend (U17) die Deutsche Meisterschaft im Finale gegen die SG Flensburg-Handewitt. Mit 92 Toren in 19 Spielen war er zweitbester Torschütze der U17 in dieser Saison, davon alleine 9 Tore in den beiden Finalspielen. Cedric Mayer gewann mit der Baden-Württemberg-Auswahl den im April 2022 ausgetragenen Deutschland-Cup 2021.
In seinen beiden A-Jugend-(U19-)Saisons 2022/23 und 2023/24 erreichte er mit den U19-Junglöwen das Finale um die Deutsche Meisterschaft, wo das Team jeweils gegen die Füchse Berlin Reinickendorf unterlag. Mayer warf in seiner letzten Jugendsaison 113 Tore in 24 Spielen und war damit erneut einer der erfolgreichsten Torschützen seines Teams. In der Saison 2024/25 spielte er in der zweiten Mannschaft der Junglöwen in der 3. Liga und trainierte regelmäßig mit der Profimannschaft der Rhein-Neckar Löwen. Beim Bundesliga-Saisonauftakt gegen den THW Kiel stand er erstmals im Kader der Profis.
Zur Saison 2025/26 unterschrieb er seinen ersten Profivertrag für die 2. Bundesliga beim Aufsteiger HC Oppenweiler/Backnang.

## Erfolge
- 2022: Goldmedaille beim Deutschland-Cup mit der Baden-Württemberg-Auswahl
- 2022: Deutscher B-Jugend-Meister mit der U17 der Rhein-Neckar-Löwen
- 2023: Deutscher A-Jugend-Vizemeister mit der U19 der Rhein-Neckar Löwen
- 2024: Deutscher A-Jugend-Vizemeister mit der U19 der Rhein-Neckar Löwen